# Romanticismo (film 1951)
Romanticismo è un film del 1951 diretto da Clemente Fracassi, tratto dall'omonimo dramma teatrale di Gerolamo Rovetta.

## Produzione
Il film è ascrivibile al filone dei melodrammi sentimentali, comunemente detto strappalacrime, molto in voga in quel periodo tra il pubblico italiano, in seguito ribattezzato dalla critica con il termine neorealismo d'appendice.

## Distribuzione
Il film venne distribuito nel circuito cinematografico italiano nel marzo del 1951.

## Critica
(La Stampa)

## Opere correlate
Nel 1954 il dramma teatrale di Rovetta fu trasposto anche in televisione (che in Italia aveva appena iniziato le sue trasmissioni ufficiali), diretto da Silverio Blasi per la Rai con Adriano Rimoldi come protagonista.